# Walle (Verden)
Walle ist ein Ortsteil der Stadt Verden (Aller) in Niedersachsen mit etwa 1600 Einwohnern.

## Geschichte
Entlang der Amerikalinie kam es in der Gemarkung Walle wiederholt zu schweren Unglücksfällen. So kam es am 14. Dezember 1934 im Bereich eines inzwischen nicht mehr existierenden Bahnübergangs – heute ist hier eine Überführung der B 215 über die Bahnlinie – zu einer Kollision eines Omnibusses mit dem Zug Adolf Hitlers, bei dem es zu mehreren Todesopfern kam. Der sogenannte „Führerzug“ setzte nach kurzem Aufenthalt in Kirchlinteln seine Fahrt fort.
Im Februar 1945 kam es zu einem schweren Bombenangriff auf einen Flüchtlingszug, ebenfalls mit mehreren Todesopfern.
Durch die Gemeindereform in Niedersachsen erfolgte am 1. Juli 1972 die Eingliederung der Gemeinde Walle in die Stadt Verden.

## Politik

### Ortsrat
Bei der Kommunalwahl 2021 erzielten die Parteien folgende Ergebnisse und Sitzverteilung der elf Sitze in der Ortschaft Walle:
- Sozialdemokratische Partei Deutschlands: 3 Sitze,
- Christlich Demokratische Union Deutschlands: 7 Sitze.
- Freie Demokratische Partei: 1 Sitz.

Die Wahlbeteiligung lag bei 62,75 %.

### Ortsbürgermeister
Ortsbürgermeister ist Detlef Peterson (CDU).

## Wirtschaft und Infrastruktur
In Walle befinden sich eine Grundschule und ein Kindergarten. Das Vereinsleben ist geprägt durch den Sportverein TSV Walle, den Schützenverein SV Walle, den Heimatverein, den Ernteclub Walle, die Kyffhäuser-Kameradschaft und die Freiwillige Feuerwehr. Darüber hinaus befinden sich im Ort ein Golfplatz und eine Tennis- und Squashhalle.

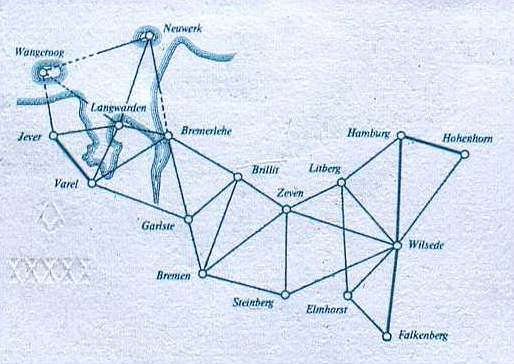
Ausschnitt der 10-Deutsche-Mark-Note mit dem Steinberg bei Walle als Messpunkt

## Der Steinberg als Vermessungspunkt und auf dem 10-DM-Schein
Nordnordöstlich von Walle, kurz vor der Grenze zu Holtum, liegt der 74 m hohe Steinberg. 1825 diente er Carl Friedrich Gauß bei der Landesaufnahme des Königreichs Hannover als Messpunkt.
Auf dem Steinberg (52° 59′ 53″ N, 9° 16′ 13″ O) steht ein 134 Meter hoher Fernmeldeturm (Typenturm FMT 2/73) der Deutschen Telekom AG aus Stahlbeton. Er ähnelt dem Fernmeldeturm Wahnbek.

## Verkehr
Im Bereich des Ortsteils Walle befindet sich ein Betriebsbahnhof an der Bahnstrecke Verden–Rotenburg.
Daneben wird die Gemarkung von der Bahnstrecke Uelzen–Langwedel sowie von der Bundesstraße 215 durchquert. Bei Walle befindet sich die Anschlussstelle Verden-Nord der Bundesautobahn 27.